# كيه إتش-11 كينين
كيه إتش-11 كينين هي نوع من أقمار التجسس التي أطلقها مكتب الاستطلاع الوطني لأول مرة في ديسمبر عام 1976. تم تصنيعها لأول مرة من قبل شركة لوكهيد في سانيفال (كاليفورنيا) وكانت أول قمر تجسس أمريكي يستعمل التصوير الرقمي الكهرضوئي وبالتالي يقدم مشاهدات الرصد البصري ضمن الإطار الزمني الحقيقي.
أشير إلى كي إتش-11 من قبل المراقبين الخارجيين فيما بعد بـ كيه إتش-11 بي وكيه إتش-12 وبأسماء مثل «كينين المتقدمة» و«كريستال المحسنة» و«إيكون». صُنّفت قدرات كيه إتش-11 على أنها عالية الدرجة وكذلك الصور التي تنتجها. يُعتقد بأن هذا القمر كان مصدر صور الاتحاد السوفيتي والصين التي نُشرت فيما بعد عام 1997، كذلك صور رد السودان وأفغانستان على تفجير السفارة الأمريكية عام 1998 والتي نشرت عام 1998 أيضاً، وبالإضافة إلى الصور التي كشف عنها الرئيس دونالد ترامب عام 2019 المتعلقة بإطلاق صاروخ إيراني فاشل.

## التصميم

### الحجم والكتلة
يُعتقد أن أقمار كيه إتش-11 تشبه مرصد هابل الفضائي من حيث الحجم والشكل إذ إن الأقمار شُحنت عن طريق حاويات متماثلة. يُعتقد أن طولها بحدود 19.5 متراً وقطرها يصل إلى 3 أمتار. يناقش أرشيف ناسا عن هابل أن سبب تغيير تصميم طول المرآة من 3 أمتار إلى 2.4 متر هو خفض تكاليف التصنيع من خلال استخدم التقنيات المطورة لأقمار التجسس العسكرية.
تختلف إصدارات كيه إتش-11 من حيث الكتلة إذ قيل إن الإصدارات الأولى تماثل كتلة كيه إتش-9 مسدس الشكل أي حوالي 12 ألف كيلو جرام. يُعتقد أن كتلة الإصدارات اللاحقة بحدود 17 إلى 19 ألف كيلو جرام وستمئة.

### وحدة تشغيل محركات الدفع
تفيد التقارير بأن كيه إتش-11 مجهزة بنظام دفع يعمل بالهيدرازين لإجراء التعديلات المدارية. هناك خطط لإعادة تزويد محركات الدفع بالوقود خلال زيارات الخدمة التي يقوم بها مكوك الفضاء وذلك بهدف إطالة العمر المداري لكيه إتش-11. وكانت هناك تكهنات بأن وحدة تشغيل محرك الدفع ذات صلة بناقل لوكهيد لدعم الأقمار الصناعية (SSB) الذي اشتق من قسم التحكم في الأقمار الصناعية (SCS) الذي طُور من قبل شركة لوكهيد لأقمار كيه إتش-9.

### مجسات التصوير وأنماط الكاميرا
وفّر نظام كاميرا كيه إتش-11 الأولي خيارات فيما يتعلق بأوضاع الإطار والشريط، وربما يكون الإصدار الثاني من كيه إتش-11 أول قمر تجسس مجهز بجهاز شحن 800 × 800 بكسل (CCD) للتصوير. قد تتضمن الإصدارات اللاحقة إمكانيات استخبارات الإشارات وحساسية أعلى ضمن مجال أوسع من أطياف الضوء (الأشعة تحت الحمراء ربما).

### مجال الاتصالات
تُوجه الاتصالات إلى كيه إتش-11 ويتم تنزيل البيانات من خلال مجموعة من أقمار تحويل الاتصالات في مدارات أعلى. 

### التنازلات
في عام 1978 اتهم موظف شاب من وكالة المخابرات المركزية يدعى ويليام كامبيلز ببيع دليل فني لنظام كيه إتش-11 الذي يصف التصميم وطريقة التشغيل للسوفييت. أدين كامبيلز بتهمة التجسس وحُكم عليه بالسجن لمدة 40 عاماً. خُفِّضت الفترة لاحقاً وأطلق سراحه عام 1996 بعد أن قضى 18 عاماً في السجن.
في عام 1984 أرسل صامويل لورنج موريسون، وهو محلل استخباراتي في مركز دعم استخبارات القوات البحرية، ثلاث صور التقطتها كيه إتش-11 لنشرة جينس فايتينج شيبس. أدين موريسون عام 1985 بتهمتي التجسس وسرقة الممتلكات الحكومية وحُكم عليه بالسجن لمدة عامين. وأعفي عنه من قبل الرئيس كلينتون عام 2001.
نشر رئيس الولايات المتحدة دونالد ترامب عام 2019 على صفحته على التويتر صورة شُرح عنها سابقاً لأعقاب تجربة فاشلة لصاروخ سفير إيراني والتي يعتقد البعض أنها مأخوذة بواسطة قمر يو إس إيه-224.

## مهمات كيه إتش-11
أُطلقت تسعة أقمار كيه إتش-11 بين عامي 1976 و1990 على متن صواريخ تيتان ثري دي و-34 دي مع عطل إطلاق واحد فقط. استُخدمت مركبة الإطلاق تيتان 4 لإطلاق الصواريخ الخمسة التالية بين عامي 1992 و2005.

## معرض صور

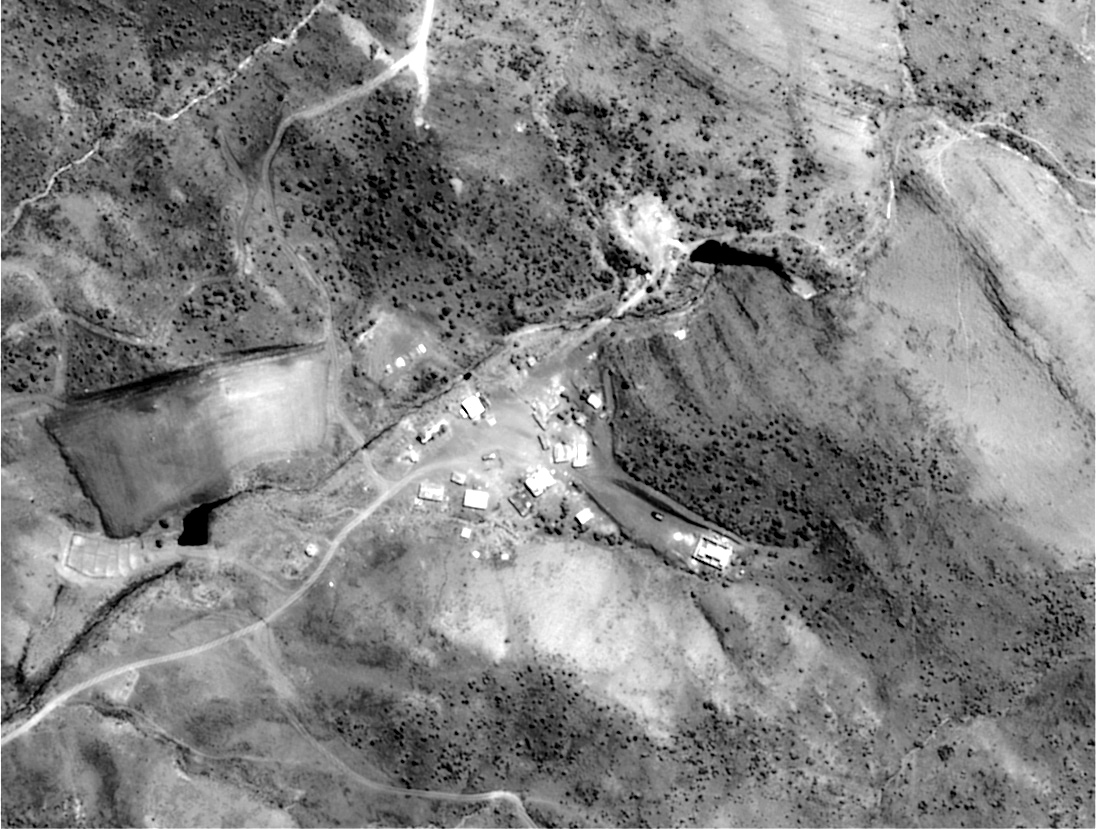
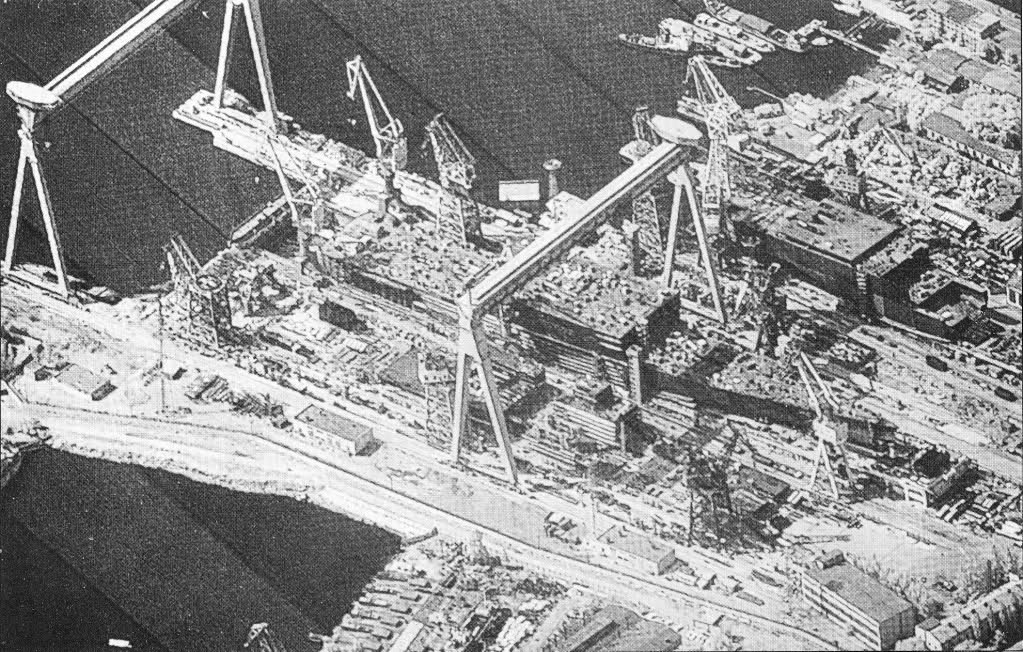
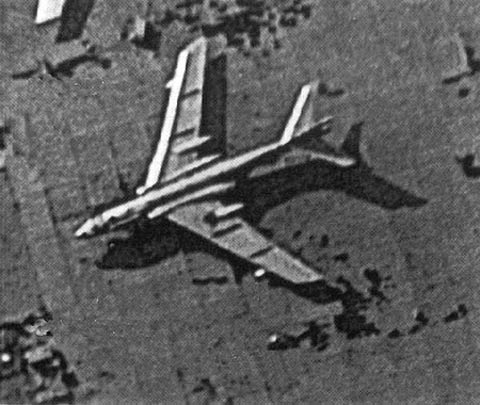
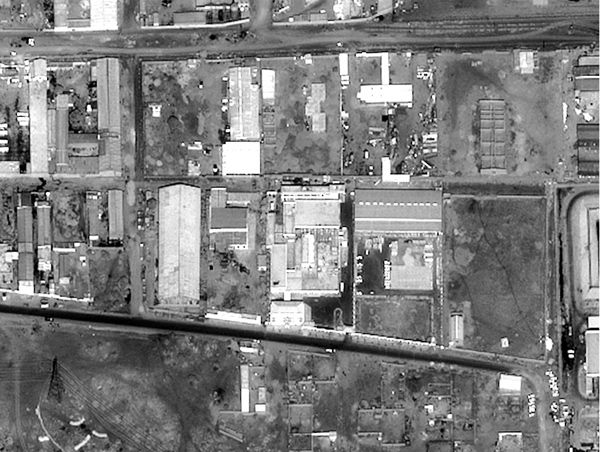